# Pfarrkirche Kallham

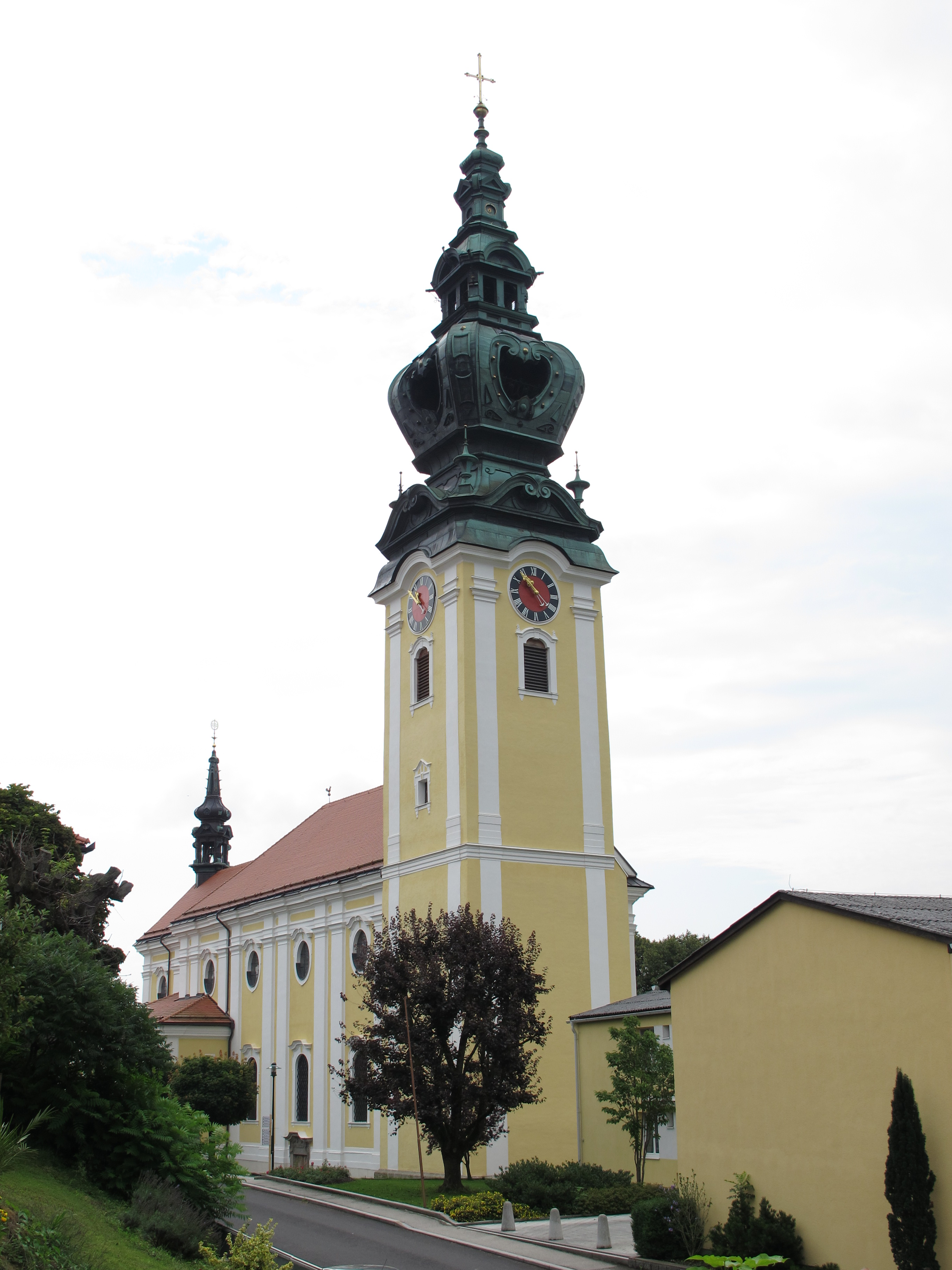
Pfarrkirche Mariä Himmelfahrt von Westen

Die Pfarrkirche Kallham steht im Ort Kallham in der Gemeinde Kallham in Oberösterreich. Die römisch-katholische Pfarrkirche Mariä Himmelfahrt gehört zum Dekanat Kallham in der Diözese Linz. Die Kirche steht unter Denkmalschutz.

## Geschichte
Eine Kirche wurde von 1140 bis 1160 urkundlich genannt. Mit dem Barockbaumeister Jakob Pawanger wurde von 1713 bis 1718 mit einer teilweisen Erhaltung des gotischen Turmes die Kirche neu erbaut. Nach einem Brand (1891) erfolgte eine Erneuerung der Gewölbe und des Turmhelms. 1958 war eine Innenrestaurierung.

## Architektur

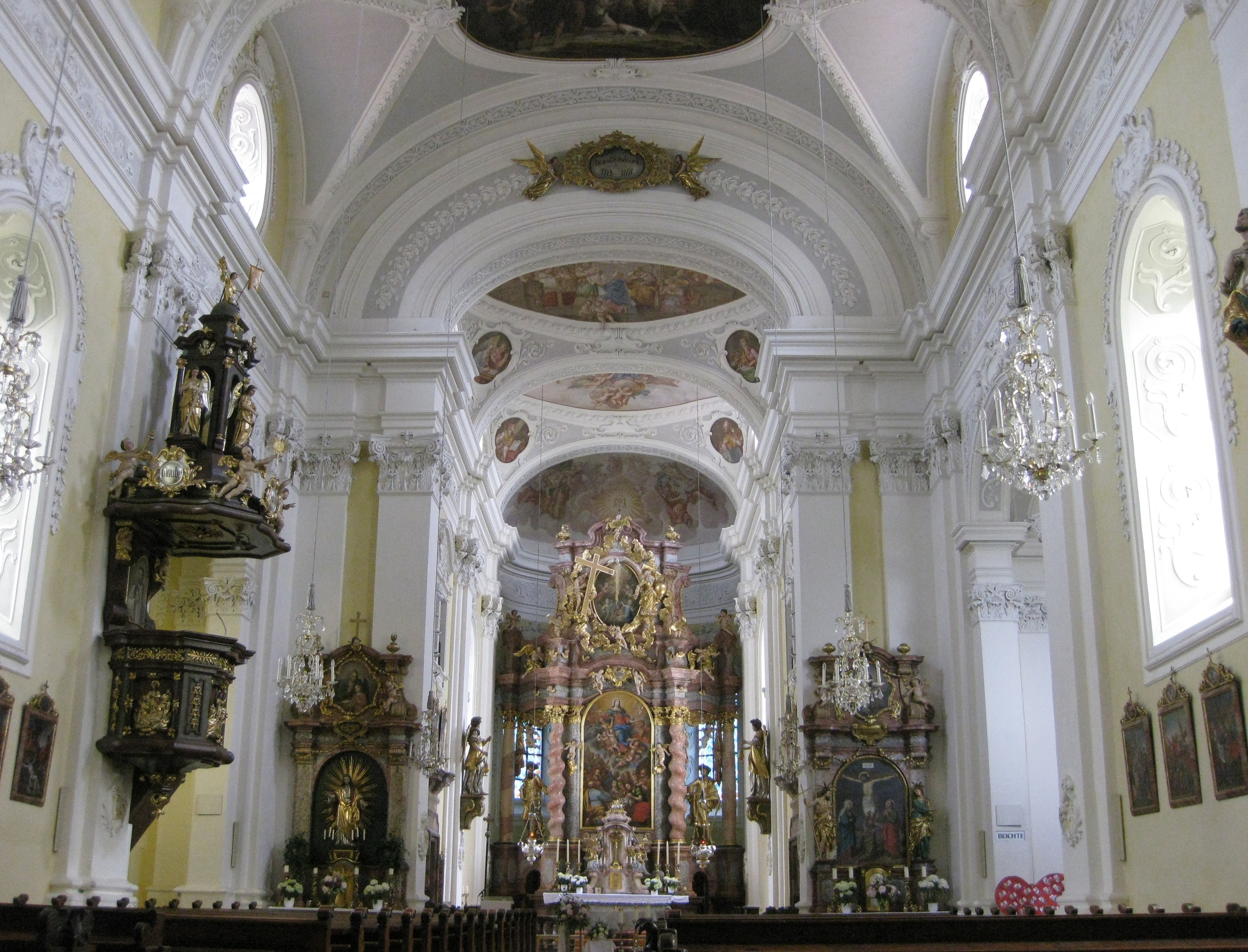
Blick zum Chor

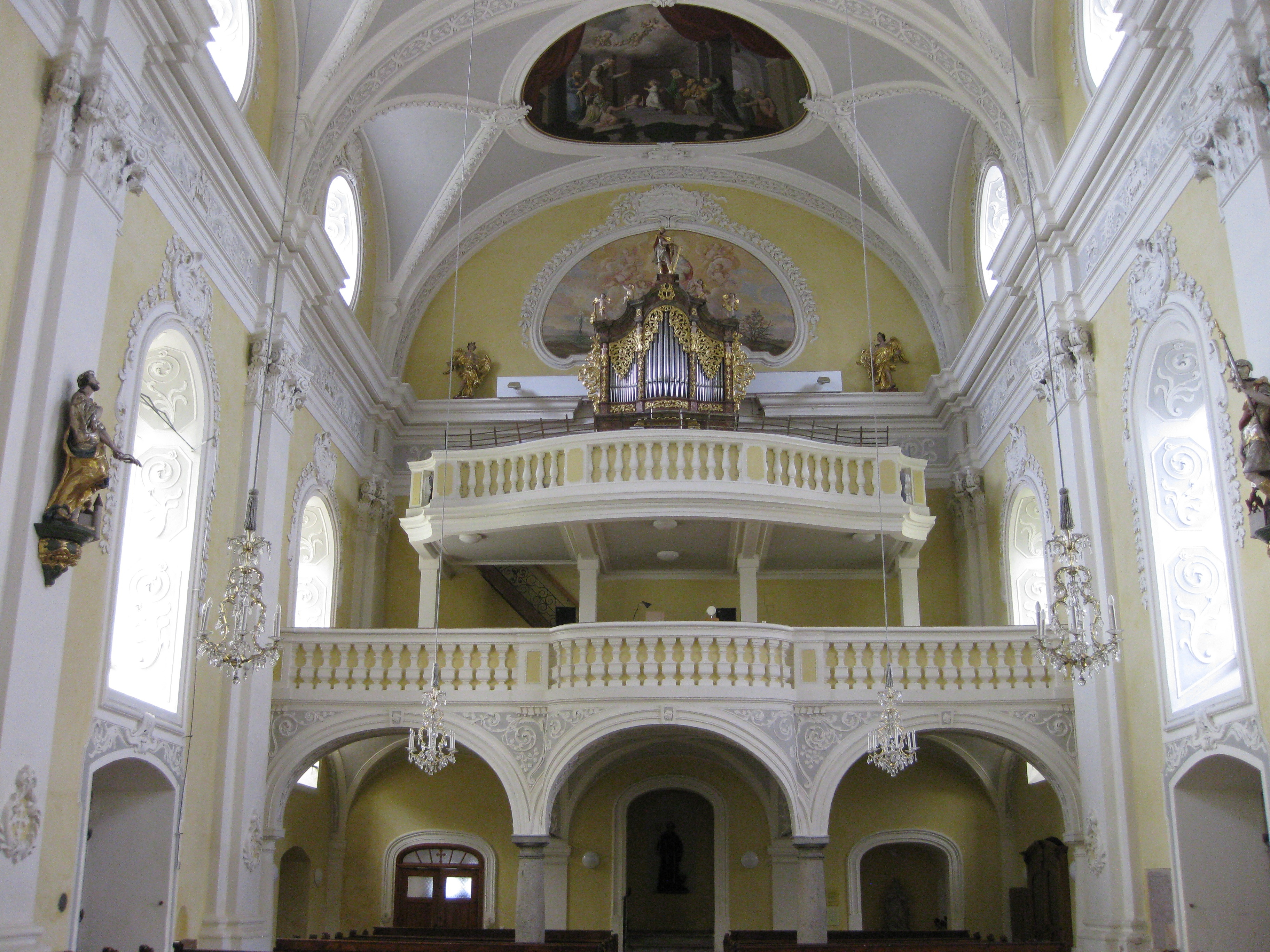
Blick zur Orgelempore

Das große einschiffige vierjochige Langhaus hat ein flaches Tonnengewölbe. Beidseits des östlichen Joches sind kreuzarmartig erscheinende Kapellen mit elliptischen flachen Kuppeln. Der eingezogene zweijochige mit einer flachen elliptischen Kuppel gewölbte Chor hat einen halbelliptischen Chorschluss. Die Freskenmalerei im Chor schuf Johann Kendlbacher (1716). Die Kirche zeigt sich mit korinthischer kolossaler Pilastergliederung. Die Gewölbe und Fenster haben Verzierungen aus Stuck. Die dreiachsige Westempore über einem Kreuzgewölbe ist mittig vorgeschwungen. Der 72 Meter hohe Westturm ist unten gotisch, wurde mit Pilastern gegliedert, und hat nach einem Brand einen neuen veränderten Zwiebelhelm.

## Ausstattung
Der bemerkenswerte Hochaltar um 1715/1720 zeigt ein Hochaltarbild von Johann Kendlbacher. Die Seitenaltäre und die Altäre der Seitenkapellen und das Chorgestühl, die Orgel und die Holzfiguren Donatus und Florian entstanden um 1720/1730. Die Kanzel ist neubarock.
Der Taufstein ist gotisch. Es gibt zwei schmiedeeiserne Glockenzüge aus dem ersten Viertel des 18. Jahrhunderts.
An der Südseite des Turms hängt ein Kruzifix von Johann Peter Schwanthaler d. Ä. (Mitte 18. Jh.).
Am Hoftor zum Pfarrhof steht heute eine Kopie der Statue Marias, das Original, eine barocke Sandsteinmadonna (um 1700) wurde 2007 nach der Restaurierung in die Kirche verbracht. In einer Nische ist die Statue Johannes Nepomuk aus 1715.

## Orgel
Die Orgel schuf Johann Ignaz Egedacher 1715 und ist erhalten.